# 1824 год в литературе

## Книги
- «Цыганы» — поэма Александра Пушкина, см. также Стихи Пушкина 1824 года.
- Грибоедов закончил первую редакцию «Горя от ума».
- Стихи «Послание к N. N. о наводнении Петрополя, бывшем 1824 года 7 ноября» графа Хвостова.
- «Лоцман» — роман Фенимора Купера.
- «Tales of a Traveller» Вашингтона Ирвинга.
- «Альбигойцы» — роман Чарлза Мэтьюрина.
- «St. Ronan’s Well» и «Redgauntlet» Вальтера Скотта.
- «Hobomok: A Tale of Early Times» Лидии Марии Чайлд, опубликованная под безличным псевдонимом Американец.

## Родились
- 8 января — Уильям Уилки Коллинз (William Wilkie Collins ), английский писатель (умер в 1889).
- 12 мая — Елена Сергеевна Горчакова, русский педагог, поэтесса, автор путевых очерков (умерла в 1897).
- 22 мая — Амели Линц (Шпайер), немецкая писательница писавшая под псевдонимом Амалия Годин (ум. 1904).
- 11 июля — Юлия Валериановна Жадовская, русская писательница (умерла в 1883).
- 3 октября — Иван Саввич Никитин, русский поэт (умер в 1861).
- 20 октября — Александр Васильевич Дружинин, русский писатель, литературный критик, переводчик (умер в 1864).
- Луи Эно, французский писатель, драматург (умер в 1900).

## Скончались
- 19 апреля — Джордж Ноэль Гордон Байрон (George Gordon Noel Byron), лорд, английский поэт (родился в 1788).
- 11 декабря — Дмитрий Петрович Горчаков, русский поэт-сатирик и драматург (родился в 1754).